# Morrissey Ridge
Morrissey Ridge är en ås i Kanada.   Den ligger i provinsen British Columbia, i den södra delen av landet, 3 000 km väster om huvudstaden Ottawa.
I omgivningarna runt Morrissey Ridge växer i huvudsak blandskog. Trakten runt Morrissey Ridge är nära nog obefolkad, med mindre än två invånare per kvadratkilometer.